# Arnau Tenas
Arnau Tenas Ureña (Vic, 30 de maio de 2001) é um futebolista espanhol que atua como goleiro. Atualmente joga pelo Paris Saint-Germain.

## Carreira nos clubes
Nascido em Vic, Barcelona, Catalunha, Tenas começou a jogar como goleiro aos 3 anos, começando pelo seu time local, Vic Riuprimer. Ele se juntou à La Masia em 2010 e subiu nas categorias de base. Ele fez sua estreia sênior pelo Barcelona B na Segunda Divisão B em uma vitória por 2 a 1 sobre o Teruel em março de 2019. Logo depois, ele começou a treinar com o time sênior do Barcelona e, em outubro de 2019, foi para o banco pela primeira vez em uma partida da La Liga contra o Alavés. Em 27 de junho de 2020, Tenas estendeu seu contrato com o Barcelona, mantendo-o no clube até junho de 2023 com uma cláusula de rescisão de € 100 milhões. Ele estava no banco para a final da Copa del Rey de 2021, quando o Barcelona venceu o Athletic Bilbao por 4 a 0.
Em 30 de julho de 2023, Tenas assinou com o clube da Ligue 1, Paris Saint-Germain, por um contrato de três anos. Em 3 de dezembro de 2023, ele fez sua estreia pelo clube em uma vitória por 2 a 0 fora de casa sobre o Le Havre, entrando como substituto após a expulsão de Gianluigi Donnarumma onze minutos após o início da partida. Tenas fez sete defesas, o maior número de defesas para um goleiro como substituto em uma partida da Ligue 1 desde 2016. Ele foi saudado como um "herói inesperado" por ocasião de sua primeira aparição na primeira divisão.

## Carreira internacional
Tenas é um jovem internacional pela Espanha, tendo representado a Espanha Sub-17, Sub-18, Sub-19 e Sub-21. Ele representou a Espanha no Campeonato Europeu de Sub-19 da UEFA de 2019 e os ajudou a vencer o torneio, ganhando o prêmio de melhor jogador da partida na semifinal e sendo eleito o goleiro do torneio. Em 26 de março de 2022, Tenas foi convocado de emergência para a seleção espanhola depois que Robert Sánchez teve que desistir por motivos pessoais.

## Títulos
Barcelona
- Supercopa de España: 2023

Paris Saint-Germain
- Ligue 1: 2023–24

Espanha sub-23
- Jogos Olímpicos: 2024 (medalha de ouro)